# 塞拉达伊埃洛
塞拉达伊埃洛（義大利語：Serra d'Aiello），是意大利科森扎省的一个市镇。总面积3平方公里，人口687人，人口密度229.0人/平方公里（2009年）。ISTAT代码为078140。